# Manuel Feller
Manuel Feller (* 13. Oktober 1992 in St. Johann in Tirol) ist ein österreichischer Skirennläufer. Er ist auf die technischen Disziplinen Slalom und Riesenslalom spezialisiert. Er gewann je eine Silbermedaille bei Olympischen Spielen und Weltmeisterschaften, in der Saison 2023/24 entschied er die Slalom-Disziplinenwertung des Skiweltcups für sich.

## Biografie

### Juniorenzeit und Einstieg in den Weltcup
Feller stammt aus Fieberbrunn; er besuchte die Skihauptschule Neustift und die Skihandelsschule in Stams. Als 15-Jähriger nahm er in der Saison 2007/08 erstmals an FIS-Rennen teil, erste sporadische Einsätze im Europacup folgten im Jänner 2010. Im Frühjahr 2010 wurde er in den C-Kader des Österreichischen Skiverbandes (ÖSV) aufgenommen. Im Laufe des Jahres 2011 erzielte Feller die ersten Podestplätze und schließlich den ersten Sieg in einem FIS-Rennen. Ab der Saison 2011/12 kam er regelmäßig im Europacup zum Einsatz. Zum ersten Mal in die Punkteränge fuhr er am 19. Jänner 2012 mit Platz 25 im Slalom von Lenzerheide. Nach weiteren ansprechenden Ergebnissen wurde er für die Juniorenweltmeisterschaften 2012 in Roccaraso nominiert, bei denen er neben dem vierten Platz im Mannschaftswettbewerb als bestes Einzelergebnis den 14. Platz im Riesenslalom belegte. Im März 2012 wurde er hinter Mario Matt österreichischer Vizemeister im Slalom.
Am Beginn der Saison 2012/13 kam Feller in seiner stärksten Disziplin, dem Slalom, zu ersten Einsätzen im Weltcup. Nachdem er am 11. November 2012 in Levi ausgeschieden war, belegte er in seinem zweiten Weltcuprennen am 8. Dezember in Val-d’Isère Platz 23 und holte damit seine ersten Weltcuppunkte. Vier Tage später feierte er im Slalom von Obereggen den ersten Sieg im Europacup. Feller nahm am 29. Jänner 2013 am City Event in Moskau teil. Er schied in der ersten Runde aus, was gleichbedeutend war mit dem geteilten neunten Rang. Bei den Juniorenweltmeisterschaften 2013 in Mont Sainte-Anne gewann Feller die Goldmedaille im Slalom, vor Ramon Zenhäusern und Santeri Paloniemi. Mit einem weiteren Sieg im Europacup sicherte er sich den dritten Platz in der Disziplinenwertung und somit einen Fixstartplatz für die kommende Weltcupsaison 2013/14.
Diese begann zunächst wenig erfolgreich, denn Feller schied mehrmals in Folge aus oder verpasste den zweiten Durchgang. Nachdem er am 12. Jänner 2014 mit Platz 15 im Slalom von Adelboden erstmals in diesem Winter punkten konnte, stieß er zwölf Tage später als Achter des Slaloms von Kitzbühel erstmals überhaupt unter die besten zehn vor. Anschließend folgen wieder mehrere Rennen ohne zählbares Ergebnis, und auch zu Beginn des Winters 2014/15 ging es so weiter. Mitte Dezember 2014 erlitt Feller einen Bandscheibenvorfall, womit er für den Rest der Saison ausfiel. Feller konnte sich gut vorbereiten und nahm im Sommer 2015 am Australia New Zealand Cup teil, den er mit einem Sieg und zwei zweiten Plätze als Gesamtzweiter beendete. Neben Slaloms bestritt er in der Saison 2015/16 vermehrt Riesenslaloms. In dieser Disziplin überraschte er am 12. Dezember 2015 mit Platz vier in Val-d’Isère, sein bis dahin bestes Weltcupergebnis. Im weiteren Verlauf des Winters kamen fünf Top-10-Platzierungen hinzu.

### Vorstoß an die Weltspitze
In die Saison 2016/17 startete Feller mit Platz 5 im Slalom von Levi. Anschließend hatte er mit mehreren Ausfällen zu kämpfen, bis er im Slalom von Adelboden als Siebter wieder ein gutes Ergebnis erzielte. Auf zwei weitere Ausfälle folgte Platz 6 im Slalom von Schladming. Im Riesenslalom erreichte er ein herausragendes Ergebnis in Adelboden, als er Fünfter wurde. Trotz der Unbeständigkeit erhielt er ein Aufgebot für die Weltmeisterschaften 2017 in St. Moritz und belegte im Mannschaftswettbewerb mit Österreich den fünften Platz. Im Slalom fuhr er hinter seinem Teamkollegen Marcel Hirscher auf Platz zwei. Die gewonnene Silbermedaille war aus vielfacher Hinsicht eine Sensation. Zum einen war es sein erster Podestplatz in einem wichtigen Rennen überhaupt (WM oder Weltcup), zum anderen war einen Tag vor dem Rennen sein Antreten aufgrund plötzlicher starker Rückenschmerzen in Frage gestellt. Nach dem ersten Durchgang lag Feller auf der siebten Position und somit deutlich von den Medaillenrängen entfernt. Dennoch konnte er sich mit einem angriffslustigen Lauf die Medaille sichern.
In der Saison 2017/18 gelang es Feller, sich auch im Riesenslalom in der Weltspitze zu etablieren. Während er im Slalom neben vierten und fünften Plätzen auch mehrere Ausfälle zu verzeichnen hatte, fuhr er in seiner zweiten Disziplin konstant in die Top 10 und schaffte als Zweiter im Riesenslalom von Garmisch-Partenkirchen hinter Marcel Hirscher erstmals den Sprung auf ein Weltcuppodest. Anschließend gewann der damals 25-Jährige bei den Olympischen Winterspielen 2018 in Pyeongchang im Mannschaftswettbewerb die Silbermedaille zusammen mit Stephanie Brunner, Katharina Gallhuber, Katharina Liensberger, Michael Matt und Marco Schwarz; im Slalom fuhr er auf Platz 15, im Riesenslalom schied er aus. Am Ende der Saison wurde österreichische Slalom-Meister.
In der Saison 2018/19 lieferte Feller seine bis dahin stärkste Slalom-Saison ab. Er wurde beim Lauberhornslalom in Wengen und beim Saisonfinale in Soldeu jeweils Zweiter, wobei er sich beide Male nur Noël Clément geschlagen geben musste. Zusätzlich erreichte er noch einen dritten Platz im Slalom in Zagreb. Jedes Slalomrennen, bei dem er ins Ziel kam, war er unter den besten zehn platziert, er schied aber auch viermal aus (jeweils im ersten Durchgang). Im Riesenslalom startete er mit einem Ausfall in Beaver Creek, ehe er in Alta Badia mit einem vierten Platz sein, neben dem vierten Platz beim Saisonfinale, stärkstes Saisonergebnis holen konnte. Feller nahm an den Weltmeisterschaften 2019 in Åre teil. Seine Silbermedaille von 2017 konnte er nicht verteidigen und musste sich mit den Positionen 6 im Slalom und 15 im Riesenslalom begnügen. Einen Rückfall bedeutete die Saison 2019/20. Feller konnte kein einziges Top-10-Ergebnis erlangen. Wesentlich dazu bei trug ein erneuter Bandscheibenvorfall, den er Anfang Dezember 2019 in den USA erlitten hatte und ihn zu einer mehrwöchigen Pause zwang.

### Anhaltender Erfolg
In der Saison 2020/21 fand Feller zumindest im Slalom zu seiner Form zurück und klassierte sich bereits beim ersten Saisonrennen in Alta Badia als Zweiter. Es folgten ein vierter Platz in Madonna di Campiglio, ein zweiter Platz in Zagreb und ein Ausfall in Adelboden, ehe er am 16. Jänner 2021 im Slalom von Flachau erstmals ein Weltcuprennen gewinnen konnte. Vor dem Rennen in Flachau hatte er die Hermann-Maier-Weltcupstrecke als „Märchenwiese“ bezeichnet, da der Hang angeblich zu wenig steil für den Herren-Weltcup sei. Regulär finden in Flachau lediglich Rennen des Damen-Weltcups statt, die Rennen 2021 waren Ersatzbewerbe für die aufgrund der COVID-19-Pandemie abgesagten Rennen in Wengen und Kitzbühel. Die Riesenslalom-Saison verlief hingegen enttäuschend: Zwei Top-10-Platzierungen standen vier Ausfälle gegenüber. Bei den Weltmeisterschaften 2021 in Cortina d’Ampezzo schied Feller im Riesenslalom erneut im ersten Durchgang aus. Im Slalom, wo er als Mitfavorit gehandelt worden war, belegte er im ersten Durchgang den 24. Zwischenrang, musste somit aufgrund des geänderten Reglements nach den besten 15 starten und schied ebenfalls aus. Die Saison beendete er schließlich auf dem vierten Platz im Slalomweltcup, womit er seine beste Platzierung egalisierte.

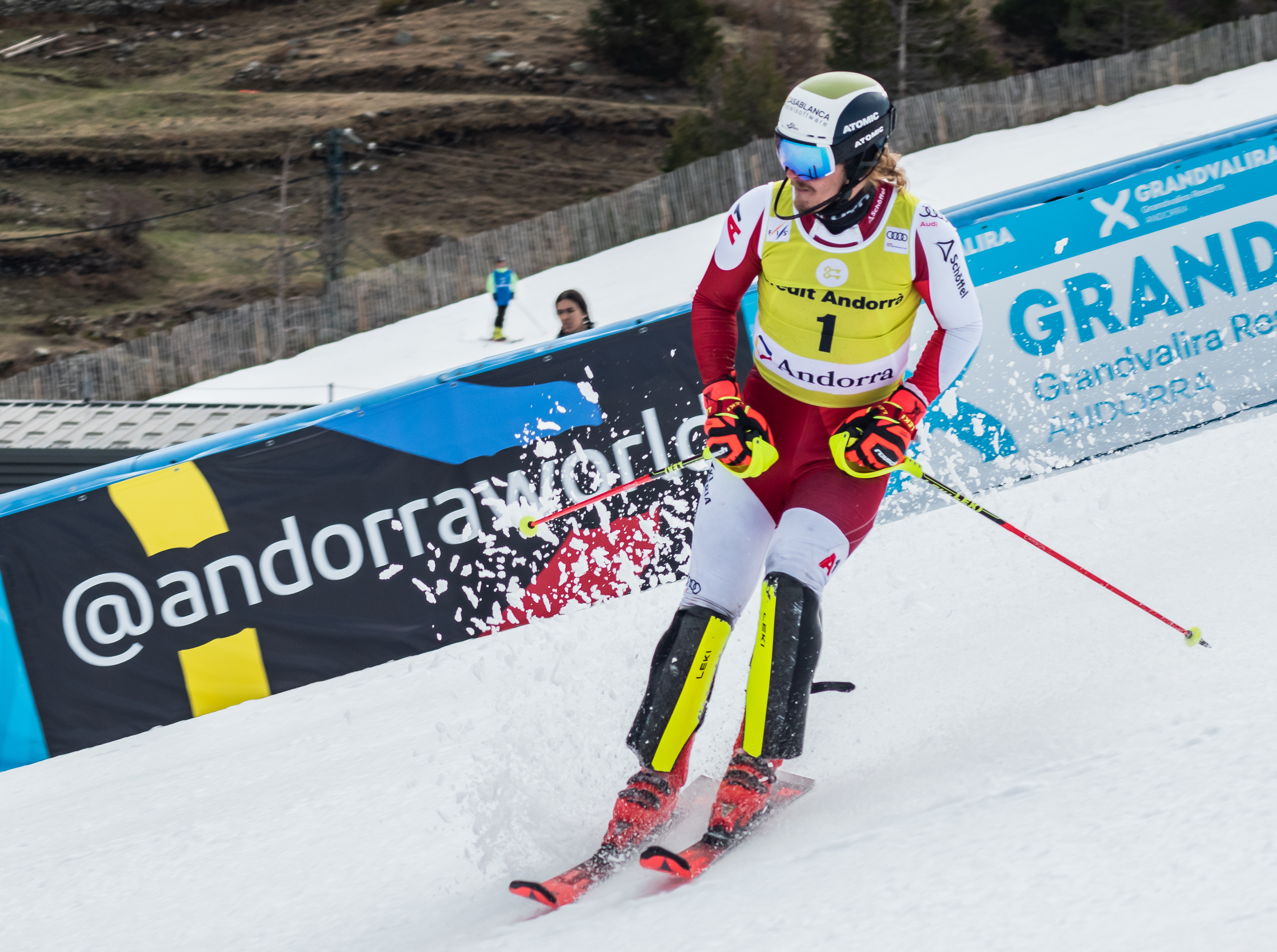
Feller beim Weltcupfinale 2023 in Andorra

In die Saison 2021/22 startete Feller mit einem 15. Platz im Riesenslalom von Sölden, ehe er als Drittplatzierter des Riesenslaloms von Val-d’Isère zum ersten Mal seit 2018 in dieser Disziplin wieder auf dem Podest stand. Es folgten in Alta Badia und Adelboden zwei weitere Podestplätze in dieser Disziplin. Im Slalom gelangen ihm in Adelboden, Schladming und Garmisch-Partenkirchen sowie beim Saisonfinale in Méribel insgesamt vier Platzierungen unter den ersten drei. Obwohl er in dieser Saison keinen Sieg erreichen konnte, erreichte er mit Platz 7 im Gesamtweltcup und den Plätzen 2 (Slalom) und 3 (Riesenslalom) seine besten Platzierungen in den Weltcupwertungen. Beim Saisongroßereignis, den Olympischen Winterspielen 2018 in Peking, trat Feller in seinen beiden Paradedisziplinen an, schied jedoch in beiden Bewerben aus. Die Saison 2022/23 begann für Feller wiederum ansprechend, mit zweiten Plätzen im Riesenslalom und im Slalom von Val-d’Isère sowie mit Platz zwei im Slalom von Garmisch-Partenkirchen. Mitte Jänner begannen ihn wieder Rückenprobleme zu behindern, was mit vermehrten Ausfällen einherging. Kurz vor den Weltmeisterschaften 2023 schwächte ihn auch eine Krankheit. Zuerst schied er im WM-Riesenslalom aus, daraufhin wurde er im Slalom Siebter, nachdem er zur Halbzeit noch geführt hatte.
Zum Auftakt der Saison 2023/24 trug Feller am 18. November 2023 zum österreichischen Dreifachsieg im Slalom von Gurgl bei, den er vor Marco Schwarz und Michael Matt gewann. Im Jänner 2024 gewann er innerhalb einer Woche die Slalomklassiker in Adelboden und Wengen. Ende Februar folgte ein weiterer Sieg im Slalom von Palisades Tahoe. Mit der Absage des vorletzten Slaloms der Saison in Kranjska Gora am 6. März 2024 lag er uneinholbar vor seinem härtesten Konkurrenten Linus Straßer und entschied kampflos den Slalomweltcup für sich. Er sprach von einem Lebenstraum, der in Erfüllung gegangen sei. Einen weiteren Podestplatz feierte er beim Weltcupfinale in Saalbach-Hinterglemm. In keinem Slalom des Winters war er schlechter klassiert als auf Platz 5, in den Riesenslaloms standen je ein zweiter und dritter Platz zu Buche.
Die Weltcupsaison 2024/25 begann hingegen enttäuschend. Sowohl in den ersten beiden Riesentorläufen als auch in den ersten zwei Rennen seiner Paradedisziplin Slalom kam er nicht ins Ziel. Erst am 15. Dezember 2024 konnte er mit einem ansprechenden vierten Platz im Slalom von Val d’Isère erstmals punkten. Rund eine Woche später folgte ein sechster Rang auf der Gran Risa in Alta Badia in derselben Disziplin. Im März 2025 gab er bekannt, in Zukunft nicht mehr im Riesentorlauf an den Start zu gehen.

## Erfolge

### Olympische Spiele
- Pyeongchang 2018: 2. Mannschaftswettbewerb, 15. Slalom

### Weltmeisterschaften
- St. Moritz 2017: 2. Slalom, 5. Mannschaftswettbewerb
- Åre 2019: 6. Slalom, 15. Riesenslalom
- Saalbach 2025: 4. Slalom, 13. Team-Kombination

### Weltcup
- 27 Podestplätze, davon 6 Siege:

| Datum             | Ort             | Land       | Disziplin |
| ----------------- | --------------- | ---------- | --------- |
| 16. Jänner 2021   | Flachau         | Österreich | Slalom    |
| 21. März 2021     | Lenzerheide     | Schweiz    | Slalom    |
| 18. November 2023 | Gurgl           | Österreich | Slalom    |
| 7. Jänner 2024    | Adelboden       | Schweiz    | Slalom    |
| 14. Jänner 2024   | Wengen          | Schweiz    | Slalom    |
| 25. Februar 2024  | Palisades Tahoe | USA        | Slalom    |

- 1 Podestplatz bei Mannschaftswettbewerben

### Weltcupwertungen
| Saison  | Gesamt                              | Gesamt                              | Riesenslalom                        | Riesenslalom                        | Slalom                              | Slalom                              |
| Saison  | Platz                               | Punkte                              | Platz                               | Punkte                              | Platz                               | Punkte                              |
| ------- | ----------------------------------- | ----------------------------------- | ----------------------------------- | ----------------------------------- | ----------------------------------- | ----------------------------------- |
| 2012/13 | 83.                                 | 49                                  | –                                   | –                                   | 30.                                 | 49                                  |
| 2013/14 | 66.                                 | 86                                  | –                                   | –                                   | 22.                                 | 86                                  |
| 2014/15 | verletzungsbedingt keine Ergebnisse | verletzungsbedingt keine Ergebnisse | verletzungsbedingt keine Ergebnisse | verletzungsbedingt keine Ergebnisse | verletzungsbedingt keine Ergebnisse | verletzungsbedingt keine Ergebnisse |
| 2015/16 | 32.                                 | 306                                 | 13.                                 | 181                                 | 21.                                 | 125                                 |
| 2016/17 | 31.                                 | 266                                 | 16.                                 | 145                                 | 21.                                 | 121                                 |
| 2017/18 | 13.                                 | 481                                 | 4.                                  | 309                                 | 17.                                 | 172                                 |
| 2018/19 | 10.                                 | 558                                 | 14.                                 | 170                                 | 8.                                  | 388                                 |
| 2019/20 | 58.                                 | 141                                 | 27.                                 | 59                                  | 26.                                 | 82                                  |
| 2020/21 | 10.                                 | 595                                 | 23.                                 | 107                                 | 4.                                  | 488                                 |
| 2021/22 | 7.                                  | 687                                 | 3.                                  | 326                                 | 2.                                  | 361                                 |
| 2022/23 | 9.                                  | 546                                 | 12.                                 | 201                                 | 5.                                  | 345                                 |
| 2023/24 | 3.                                  | 952                                 | 9.                                  | 237                                 | 1.                                  | 715                                 |
| 2024/25 | 21.                                 | 339                                 | 33.                                 | 34                                  | 9.                                  | 305                                 |

### Europacup
- Saison 2012/13: 3. Slalomwertung
- Saison 2013/14: 10. Riesenslalomwertung
- Saison 2015/16: 9. Riesenslalomwertung
- 8 Podestplätze, davon 5 Siege:

| Datum             | Ort       | Land     | Disziplin    |
| ----------------- | --------- | -------- | ------------ |
| 12. Dezember 2012 | Obereggen | Italien  | Slalom       |
| 4. März 2013      | La Molina | Spanien  | Slalom       |
| 11. März 2014     | Soldeu    | Andorra  | Riesenslalom |
| 5. Dezember 2015  | Trysil    | Norwegen | Riesenslalom |
| 6. Dezember 2015  | Trysil    | Norwegen | Riesenslalom |

### Juniorenweltmeisterschaften
- Roccaraso 2012: 4. Team, 14. Riesenslalom, 27. Abfahrt
- Québec 2013: 1. Slalom, 9. Riesenslalom

### Weitere Erfolge
- Österreichischer Meister im Riesenslalom 2018
- Österreichischer Vizemeister im Slalom 2012
- 8 Podestplätze im Australia New Zealand Cup, davon 4 Siege
- 4 Siege in FIS-Rennen

## Persönliches
Feller lebt in Fieberbrunn und ist Vater von zwei Kindern. Im November 2019 kam ein Sohn zur Welt, im August 2021 eine Tochter. Beide Kinder besitzen neben der österreichischen auch die Schweizer Staatsbürgerschaft, da die Familie von Fellers Lebenspartnerin Selina aus Arosa stammt. Im Mai 2025 heirateten sie in Schladming.